# Mouth & MacNeal
Mouth & MacNeal fue un dúo de pop holandés en activo entre 1971 y 1974. El dúo estuvo conformado por Willem "Mouth" Duyn y Maggie MacNeal.
Son conocidos principalmente por su hit "How Do You Do" de 1971, y por su participación en el Festival de la Canción de Eurovisión 1974 con "I See a Star" en 1974.

## Carrera
El dúo se formó en 1971 cuando el productor discográfico Hans van Hemert reunió al solista Mouth (nacido Willem Duyn, 31 de marzo de 1937 - 4 de diciembre de 2004) y Maggie MacNeal (nacida Sjoukje van't Spijker, 5 de mayo de 1950). Mouth, previamente había cantado en varias bandas durante la década de 1960, incluyendo "Speedway". MacNeal había lanzado un solo sencillo antes de formar equipo con Mouth, una versión del tema de Marvin Gaye "I Heard It Through the Grapevine", también producido por van Hemert.
El dúo lanzó su primer sencillo, "Hey You Love", con el que alcanzó el n.º 5 en las listas neerlandesas, mientras que los dos siguientes sencillos "How Do You Do" y "Hello-A" alcanzaron ambos el n.º 1 en las listas de éxitos. En 1972, Mouth & MacNeal alcanzaron el primer puesto de las listas europeas. "How Do You Do" se hizo popular en los Estados Unidos gracias al disc jockey de radiofónico y la canción alcanzó el n.º 8 en los Estados Unidos en julio de 1972. "How Do You Do" permanenció 19 semanas en el Billboard Hot 100 y ganó el disco de oro de la Recording Industry Association of America gold disc on 2 August 1972. Vendiendo en torno al millón de copias solo en los Estados Unidos, y cerca de dos millones en total.

Esto propulsó su álbum de 1972 How Do You Do al puesto 77 del Billboard 200. En países hispanoahblantes se hizo especialmente conocida la versión "Ven sin temor", en la voz de Bruno Lomas. Otros éxitos siguieron en 1973, y en 1974 Mouth & MacNeal representaron a los Países Bajos en el Festival de la Canción de Eurovisión 1974 alcanzando la tercera plaza, detrás de ABBA y Gigliola Cinquetti con su canción "I See a Star", que fue n.º 1 en las listas de Irlanda.

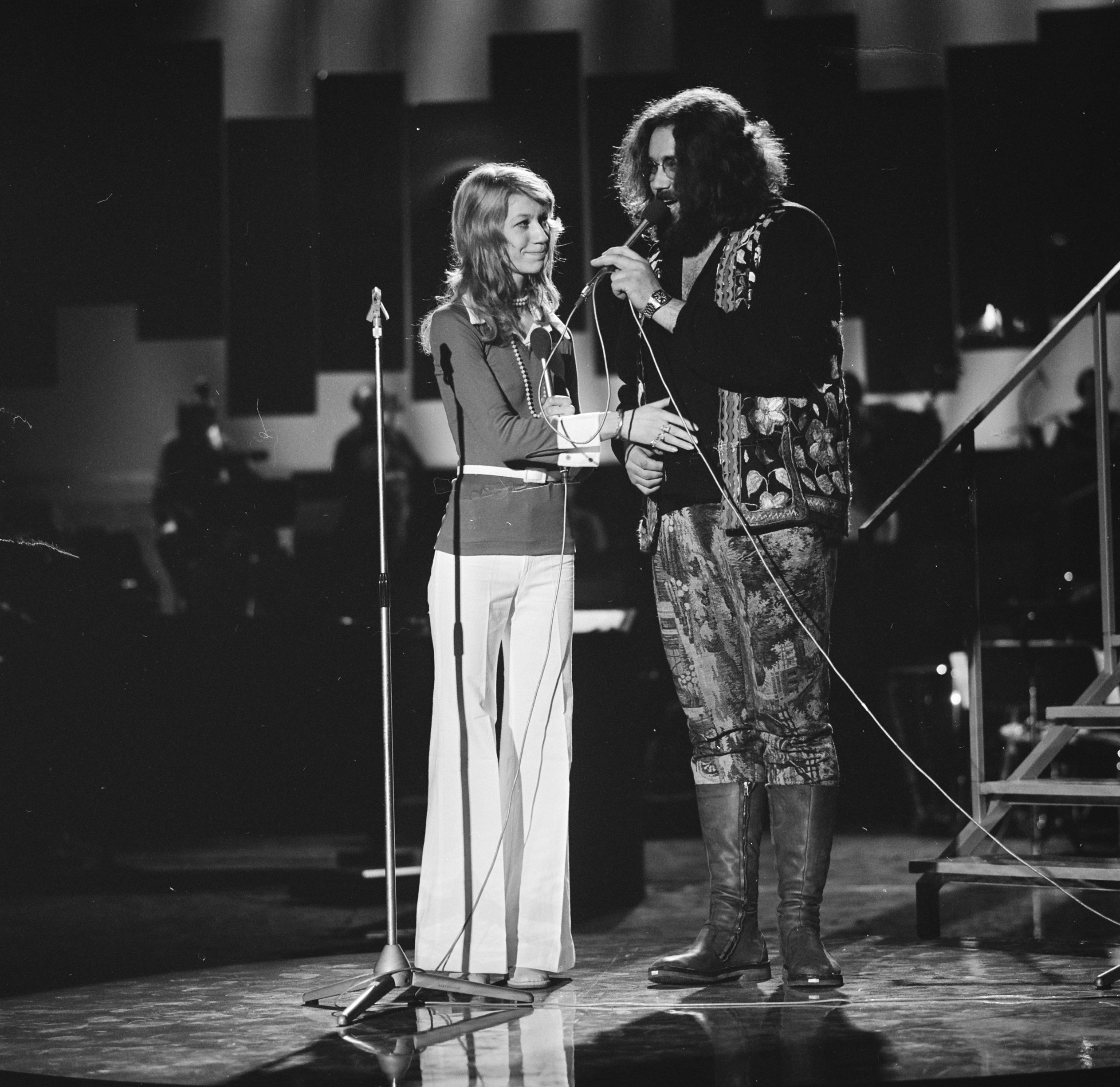
Mouth & MacNeal en el Nationaal Songfestival de 1974.Fotografía por Rob Mieremet

En diciembre de 1974, poco después de su éxito "I See a Star", Mouth and MacNeal se separaron. Mouth continuó con su mujer Ingrid Kup como Big Mouth & Little Eve, mientras que MacNeal reanudó su carrera en solitario. MacNeal volvió a representar a los Países Bajos en el Festival de la Canción de Eurovisión 1980 que tuvo lugar en La Haya, cantando "Amsterdam", acabando en quinta posición.
Por entonces, Mouth también seguía en solitario; bajo su propio nombre lanzó una versión del tema de Frankie Miller "Darlin" y el tema de Glenn Miller "Chattanooga Choo Choo" (basado en la versión que hizo el alemán Udo Lindenberg) en neerlandés.
Duyn murió a causa de un infarto agudo de miocardio en su hogar de Roswinkel el 4 de diciembre de 2004 a la edad de 67 años.
MacNeal cambío su seudónimo por el de Sjoukje Smit; en 2008 rehízo "Mouth & MacNeal" con Arie Ribbens sustituyendo a Duyn.